# Kölner HTC Blau-Weiss
Der Kölner Hockey-Tennis-Club Blau-Weiss (KHTC Blau-Weiss) ist ein Sportverein mit Sitz in Köln.
Der Verein entstand im März 1948 durch die Fusion des 1930 gegründeten Kölner Hockey-Clubs und des ebenfalls 1930 gebildeten Tennisclubs Phoenix. Der etwa 1300 Mitglieder starke Verein hat sein Clubgelände im Beethovenpark in Köln-Sülz und verfügt über zwei Hockeykunst- und einen Naturrasen sowie über 13 Tennisplätze und eine 3-Feld-Tennishalle. Außerdem gibt es einen Streetball-Platz und eine Gymnastikhalle.
Im Jahr 2016 wurde der zweite Kunstrasenplatz eingeweiht um dem Mitgliederboom in der Hockeyabteilung Rechnung zu tragen.
Der Verein verfügt im Tennis über 25 Mannschaften, davon 7 Jugendmannschaften und im Hockey über 46 Mannschaften, davon 37 Jugendmannschaften (Stand Feldsaison 2015). Der Verein ist in beiden Sportarten in das Landesprogramm Talentsichtung/Talentförderung integriert.

## Hockey

### Geschichte
Die 1. Herrenmannschaft im Hockey, lange Zeit das einzige sportliche "Aushängeschild" der Abteilung, spielt im Feld nach langer Bundesligazugehörigkeit in der Saison 2012/13 erstmals wieder in der Regionalliga, schaffte aber den direkten Wiederaufstieg. In der Halle konnte die 2. Bundesliga nach über zehn Jahren in der Saison 2013/14 nicht gehalten werden.
Nach dem 2. Platz in der Hallenbundesliga 2004/2005 hat die Mannschaft in der Saison 2005/2006 den Aufstieg in die 1. Hallenbundesliga geschafft. In der Hallensaison 2006/2007 ist die Mannschaft aufgrund des um einen Treffer schlechteren Torverhältnisses wieder abgestiegen.
Spielertrainer ist Olympiasieger und Weltmeister Jan-Marco Montag unter dem im Jahr 2015 sowohl in der Halle, wie auch auf dem Feld die Rückkehr in die 2. Bundesliga gelang. Den 1. Herren der Hallensaison 2018/19 gelang der Aufstieg in die 1. Hallenbundesliga. In der darauffolgenden Saison gelang der Klassenerhalt.
Die 1. Damenmannschaft pendelten nach dem Weggang einiger erfahrener Spielerinnen zwischen Regional- und Oberliga. Unter Trainer Ralf Knöller konnte ein Neuaufbau gemacht werden. Die Damen in der zweithöchsten Spielklasse spielen in der Halle, der Regionalliga, und schafften in der Saison 2011/2012 den Aufstieg auf dem Feld in die 2. Bundesliga. Den Klassenerhalt schafften sie nicht, kehrten aber mit dem Trainer Jens Lüninghöner in der Saison 2013/2014 wieder dorthin zurück.
In der Vergangenheit verbuchten die Hockeydamen Erfolge wie beispielsweise den Gewinn der Deutschen Hallenhockey-Meisterschaft in den Jahren 1977, 1979, 1980 sowie 1985 und den Gewinn der deutschen Feldhockey-Meisterschaft 1980, 1986 und 1987.

### Erfolge
Während die Herren noch keine nationale Meisterschaft erringen konnten, hatten die Damen ihre erfolgreiche Zeit Ende der 70er bis Mitte der 80er, in der es ihnen gelang, 7 Titel zu erringen (3× Feld und 4× Halle).

#### Damen
- 3× Feldhockey-Meister (1980, 1986, 1987)
- 4× Hallenhockey-Meister (1977, 1979, 1980, 1985)